# ورزشگاه بریتانیا

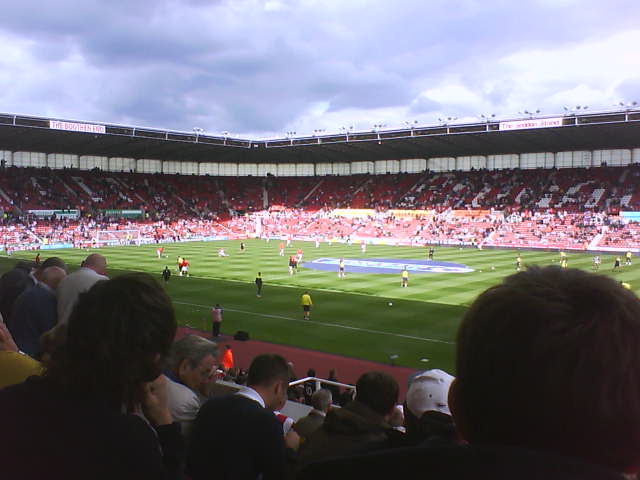
نمایی از ورزشگاه

ورزشگاه بریتانیا یک ورزشگاه فوتبال است که در شهر استوک-آن-ترنت در کشور انگلستان قرار دارد و متعلق به باشگاه فوتبال استوک سیتی می‌باشد ورزشگاه گنجایش ۲۸۳۸۴ نفر را دارا می‌باشد.این ورزشگاه در سال ۱۹۹۷ افتتاح و در همان سال بهره برداری شد.هزینهٔ ساخت ۱۴٫۷ میلیون پوند بود.